# Bucsánszky Alajos
Bucsánszky Alajos (Eger, 1802. június 29. – Budapest, 1883. február 13.) magyar könyvkiadó, nyomdász. Bedeő Pál kezdeményezésére 1847-ben Pesten könyvkiadót, majd 1849-ben nyomdát alapított a népies irodalom kiadására. Bucsánszkynak több rangosabb kiadványa is volt, többek között ő adta ki Magyarországon az első, egész Földet bemutató földrajzi atlaszt, de nevét leginkább a kalendárium- és ponyvairodalom termékei tették ismertté.

## Élete

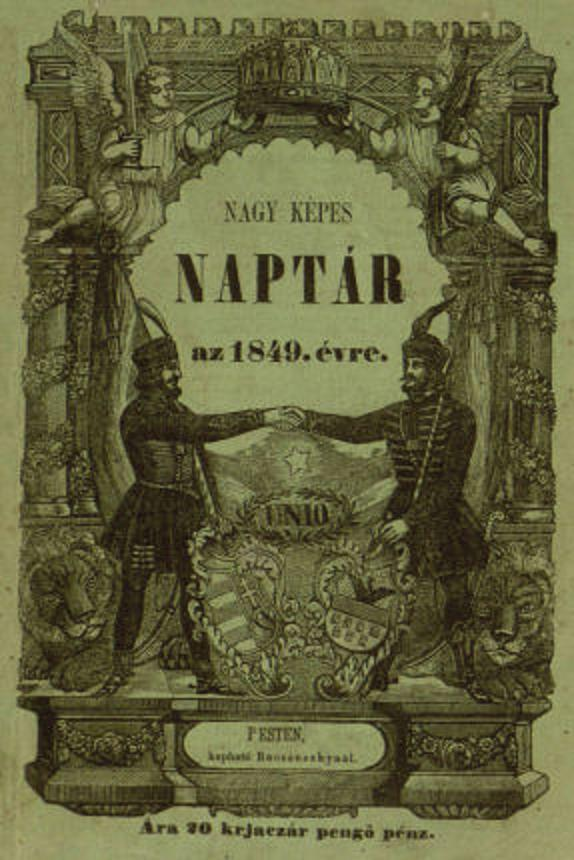
Nagy képes naptár

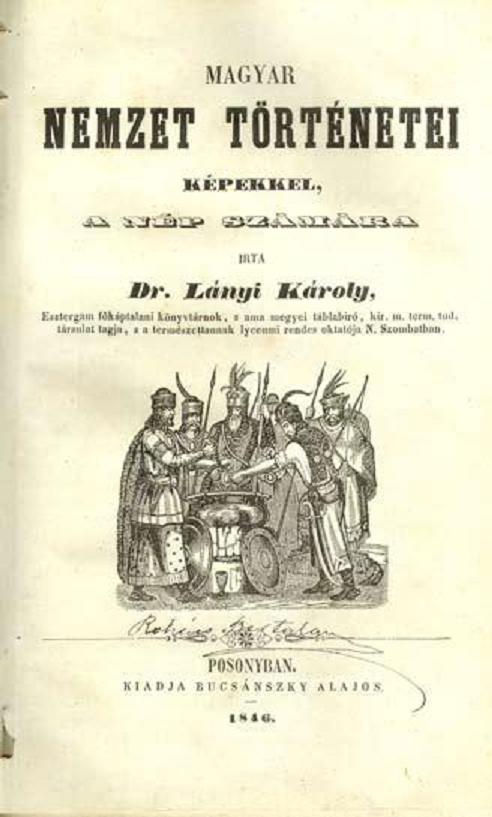
Magyar nemzet történetei

Busánszky József és Bajnóczy Mária római katolikus szülők elsőszülött gyermekeként született. Már 8 éves korában árvaságra jutott, családja anyagi helyzete súlyosbodott, végül teljesen eladósodtak. Alajos 1828-ban telepedett le Pozsonyban, 1831-ben vették fel a pozsonyi könyvkötő céhbe és egyúttal a polgárok sorába. Könyvkötőként foglalkozott könyvkereskedelemmel és könyvkiadással is. Eleinte főként német nyelvű kiadványai voltak, de latin, magyar és szlovák nyelvű műveket is adott ki, és a magyar nyelvű olvasmányok iránti kereslet növekedésével párhuzamosan a harmincas végétől magyar nyelvű munkákat. Megjelentetett tankönyveket, kifejezetten gyermekeknek szóló olvasmányokat, ismeretterjesztő és történelmi könyveket, vallásos kiadványokat, a magyar országgyűlések naplóit, írásait, törvénycikkeit latinul és magyarul. Bucsánszky a reformkori olvasóközönség leggyorsabban gyarapodó rétegét, a kisebb pénzű olvasókat vette célba. Az előszavak tanúsága szerint is a művelődni kezdő, emelkedni akaró, vidéki, kispolgárosodó csoportoknak, a kisértelmiségieknek, a magyarosodó városi rétegeknek, az alacsonyabb sorból származó tanulóifjúságnak az igényeit igyekezett kielégíteni.
Az 1830-as években még rangosabb kiállítású kiadványai is voltak. Ezek finom papíron, jó kötésben, sokszor bőrkötésben jelentek meg, aranyozott betűkkel, acélmetszetű vagy litografált, gyakran színezett képekkel. A harmincas évek végén viszont már inkább arra törekedett, hogy könyvei minél olcsóbban, egyszerű formában, de nagy példányszámban jelenjenek meg. Kiadványai nagy részét olcsó kötésben, vékony kék borítóval adta el. Bucsánszky 1843-ban jelentette meg az első, Mihalovics pozsonyi fametsző fametszeteivel gazdagon illusztrált kiadványt. A siker után újabb, fametszetekkel bőven illusztrált ismeretterjesztő, vallásos és gyermekkönyveket jelentetett meg puha kötésben és egyre olcsóbban. Kiadta például Peregriny fordításában Campe: Amerika felfedezését s az eredeti angolból fordítva a Robinsont is. A nemzeti érzés erősödésével a népszerű magyar történeti munkák is keresetté váltak, így megjelentette Péczely József: A magyarok történetei..., majd többek között Bedeő Pál: Magyarok története a vezérek és a királyok képeivel, Lányi Károly: Magyar nemzet történetei, és Attila hunok királyának élete című műveket. A Bucsánszky-féle kiadványok kelendőségét az alacsony ár és a nagyszámú kép biztosította. A növekvő példányszámok pedig lehetővé tették a még olcsóbb előállítást. Az olcsó előállításhoz hozzájárult még az is, hogy szerzői díjakra keveset kellett fordítani, mivel a kiadványok jelentős része fordítás volt. Az eredeti művek szerzői között pedig csak kezdőket lehet találni.
Bucsánszky 1847-ben áttelepedett a polgáriasodó Pestre, az ország és a kapitalista vállalkozások központjába. Eleinte kiadóként működött, hamarosan azonban saját nyomda alapítására nyílt lehetősége, mert az 1848-as forradalom utáni új sajtótörvény mindenki számára lehetővé tette a nyomda nyitását, aki bizonyos összegű kauciót le tudott tenni.
Bucsánszkyé lett a 19. századi Magyarországon a modern tömegponyvákat és nagy példányszámú tömegnaptárakat forgalmazó, tömegolvasmányokat termelő legnagyobb vállalkozás, és nyomdájában a kor legfejlettebb technikája működött, 1861-ben már három gyorssajtója dolgozott, és miután 1867-ben megvette a Trattner-Károlyi nyomdát, már hét gyorssajtója és két vas kézisajtója volt.
Bucsánszky Alajos 1883. február 13-án Budapesten halt meg. Halála után veje, Rózsa Kálmán folytatta vállalkozását, Rózsa Kálmán és neje nyomdája néven, majd 1912-ben a Stephaneum Nyomda és Könyvkiadó tulajdonába került.

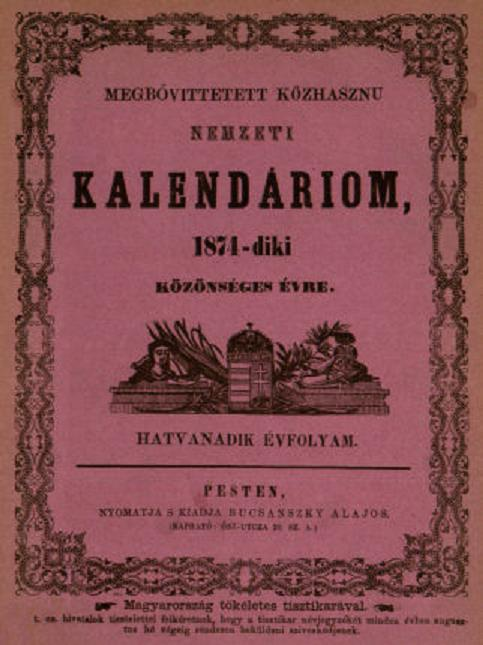
Megbővitett közhasznu nemzeti kalendáriom

## Sikeres vállalkozásának titka
Bucsánszky mint kiadó minden súrlódást igyekezett elkerülni a hatalommal, de a közhangulattal sem fordult szembe. Bucsánszky vállalkozása egyszerre volt kiadó, nyomda és működésüket egy széles terjesztőhálózat kiépítésével tette teljessé, amely az olvasóközönség minden rétegéhez eljuttatta kiadványait. Fő törekvése a lehető legnagyobb haszon elérése volt, és ezt az alacsony színvonalú, de olcsó ponyvák és a ponyva jellegű naptárak kiadásában látta. Felismerte, hogy az írni-olvasni tudás gyors terjedésével az olvasóközönség legalsó rétege, azaz a vásári ponyvák, és a naptárak olvasóinak száma gyarapodik a leggyorsabban. Ezenkívül a 19. század első felében a könyvek tömeges kiadásának technikai feltételei is megváltoztak. A nyomdák teljesítményét sokszorosára emelte a fémsajtó, a hengeres, pedálos gyorssajtó és gőzhajtású sajtó feltalálása, bevezetése, és a papírt is olcsóbbá tette a papírgyártó gépek feltalálása.

## Naptárai sikerének titka
Kétségtelenül nagy szerepe volt ebben a kiadványok tartalmának. Bucsánszky naptárai érdekességben felülmúlták valamennyi akkori naptárt, történeteik sokkal vonzóbbak, érdekfeszítőbbek voltak a régi naptáraknál. A történetek saját kiadványaiból átvett útleírások és ismeretterjesztő közlemények, mesék voltak. A naptárak vonzerejét a nagyszámú és tetszetős fametszet pedig még továbbfokozta. A Nagy képes naptár több, mint húsz illusztrációt tartalmazott, de a Kis képes és a Keresztény képes naptárban is volt körülbelül 15 darab. A kritika bírálata ellenére a vidéki, falusi közönség körében a naptárak iránt töretlen maradt az érdeklődés. Egyes naptárait, például a Családi naptárt a magasabb műveltségi réteghez tartozók is szívesen vásárolták. Megbővített közhasznú nemzeti vagy hazai kalendáriom... pedig valóban közhasznú volt az ügyes-bajos dolgok intézésében, hiszen mindenféle hivatal megtalálható volt benne, a tisztségviselőikkel együtt.
A naptárak érdekes, izgalmas tartalmához, tetszetős illusztrációihoz rendkívül alacsony ár társult. Bucsánszky naptárainak első évfolyamai tartalmukban, gazdag illusztrációikban, és példányszámukban az első igazi tömeglapokhoz, a nyugati, több százezer példányszámos képes ismeretterjesztő filléres magazinokhoz hasonlítottak.